# Онжак-Шарон
Онжак-Шарон (фр. Angeac-Charente) насеље је и општина у западној Француској у региону Поату-Шарант, у департману Шарант која припада префектури Коњак.
По подацима из 2011. године у општини је живело 367 становника, а густина насељености је износила 33,95 становника/km². Општина се простире на површини од 10,81 km². Налази се на средњој надморској висини од 25 метара (максималној 100 m, а минималној 15 m).

## Демографија
| 1962. | 1968. | 1975. | 1982. | 1990. | 1999. | 2011. |
| ----- | ----- | ----- | ----- | ----- | ----- | ----- |
| 331   | 389   | 393   | 378   | 387   | 399   | 367   |

График промене броја становника у току последњих година